# 日本の査証政策
日本の査証政策（にほんのさしょうせいさく）では、日本国政府（外務省・在外公館）が日本に渡航しようとしている外国人に対して行っている査証（ビザ）政策について記述する。
原則として、外国人が日本に入国する際には出入国管理及び難民認定法に基づいた措置により、自国政府によって発給されたパスポートに日本政府によって発給された査証を受けたものを所持しなければならないが、後述の68の国と地域の国籍者については、短期滞在（観光、商用、知人・親族訪問等90日以内の滞在で報酬を得る活動をしない場合）に限り、査証免除措置を行っている。

日本政府が査証を免除している国と地域の一覧

## 査証の種類
- 就労や長期滞在を目的としたもの
  - 就業査証
  - 一般査証
  - 特定査証
  - 留学査証
  - 公用査証
  - 外交査証

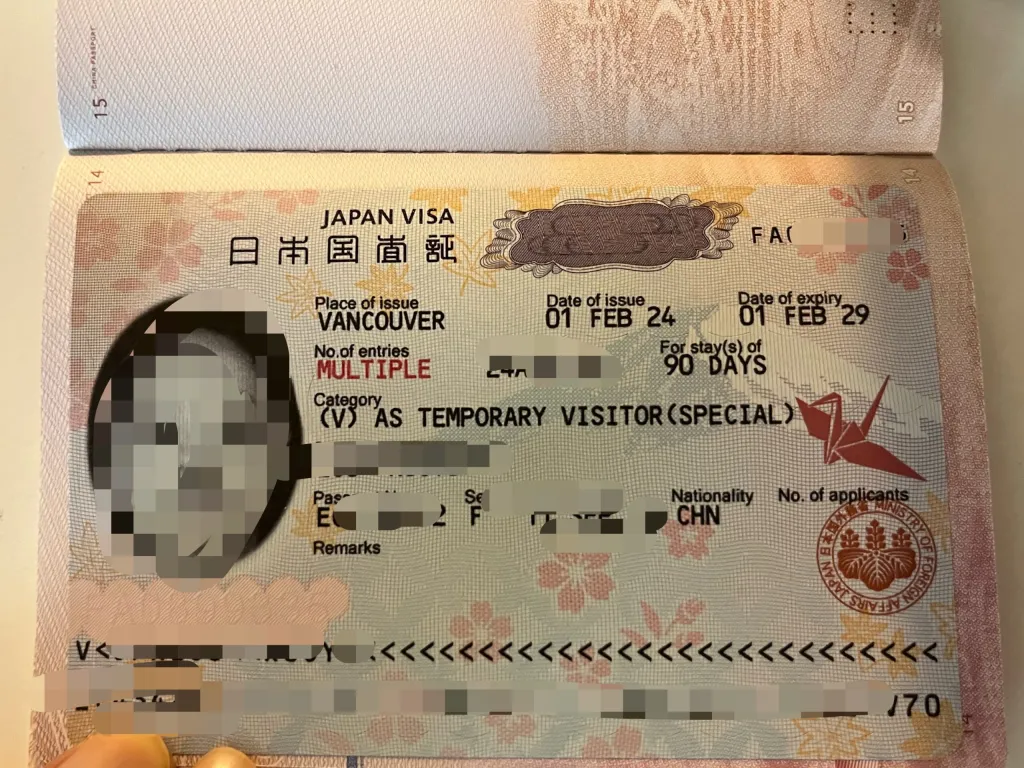
日本の査証（2024年以降の新型）

日本の入国証印(旧デザイン)と出国証印

- 短期滞在を目的とし、就労が認められないもの
  - 観光査証
  - 通過査証
  - 短期滞在査証
  - 医療滞在査証

## 短期滞在査証免除措置国と地域の一覧

### アジア
| 15日以内 - インドネシア - タイ - ブルネイ | 90日以内 \| - 香港[3] - マカオ[4] - マレーシア[2] \| - 中華民国[5] - 韓国 - シンガポール \| |
| - 香港 - マカオ - マレーシア              | - 中華民国 - 韓国 - シンガポール                                                            |

### 中近東
| 30日以内 - アラブ首長国連邦 - カタール | 90日以内 - イスラエル - トルコ |

### ヨーロッパ
| 90日以内 \| - アンドラ - ブルガリア - チェコ - エストニア - ハンガリー - ラトビア - リトアニア - モナコ - ポーランド - ルーマニア - セルビア - スロバキア \| - アイスランド - イタリア - オランダ - キプロス - ギリシャ - クロアチア - サンマリノ - スウェーデン - スペイン - スロベニア - デンマーク - ノルウェー \| - フィンランド - フランス - ベルギー - ポルトガル - 北マケドニア - マルタ - ルクセンブルク \| | 6か月以内 - アイルランド - オーストリア - スイス - ドイツ - リヒテンシュタイン - イギリス                                                             |                                                                                            |
| - アンドラ - ブルガリア - チェコ - エストニア - ハンガリー - ラトビア - リトアニア - モナコ - ポーランド - ルーマニア - セルビア - スロバキア | - アイスランド - イタリア - オランダ - キプロス - ギリシャ - クロアチア - サンマリノ - スウェーデン - スペイン - スロベニア - デンマーク - ノルウェー | - フィンランド - フランス - ベルギー - ポルトガル - 北マケドニア - マルタ - ルクセンブルク |

### アフリカ
90日以内
- チュニジア
- モーリシャス
- レソト[2]

### オセアニア
90日以内
- オーストラリア
- ニュージーランド

### 北米
| 90日以内 - アメリカ - カナダ |

### 中南米
| 90日以内 \| - アルゼンチン - バハマ - バルバドス[2] - チリ - コスタリカ - ドミニカ共和国 \| - エルサルバドル - グアテマラ - ホンジュラス - スリナム - ウルグアイ - ブラジル - パナマ - パラグアイ - ペルー \| | 6か月以内 - メキシコ                                                                                           |
| - アルゼンチン - バハマ - バルバドス - チリ - コスタリカ - ドミニカ共和国 | - エルサルバドル - グアテマラ - ホンジュラス - スリナム - ウルグアイ - ブラジル - パナマ - パラグアイ - ペルー |

### 査証取得勧奨措置国
以下の国も査証免除措置の対象国であるが、前もって日本の在外公館で査証を取得することを勧奨する国である。
査証無取得で日本に入国しようとした場合に厳格な入国審査を受ける国
|  | - ペルー | - コロンビア | - イラン | - パキスタン | - バングラデシュ |

## 外交・公用査証免除措置国
（2017年9月）現在、日本政府は下記の41の国々の外交・公用旅券所持者に対して外交・公用査証の免除措置を実施している。なお、太字の国は一般旅券の短期滞在査証が免除されていない国である。

### 外交・公用査証ともに免除の国
| アジア \| - インドネシア - カザフスタン - 韓国 - カンボジア \| - タイ - トルクメニスタン - ベトナム - ラオス \| | 中近東 - アラブ首長国連邦 - トルコ            |
| - インドネシア - カザフスタン - 韓国 - カンボジア                                                               | - タイ - トルクメニスタン - ベトナム - ラオス |

ヨーロッパ
| - アイルランド - イタリア - イギリス - オーストリア - オランダ - ギリシャ - スイス - スペイン - スロバキア | - チェコ - ドイツ - ハンガリー - ブルガリア - ベルギー - ポーランド - リヒテンシュタイン - ルーマニア - ルクセンブルク |

| アフリカ - モロッコ | オセアニア - サモア - パプアニューギニア | 中南米 - コロンビア - パナマ - ブラジル |

### 外交査証のみ免除している国
| アジア - インド - バングラデシュ - モンゴル | ヨーロッパ・旧ソ連 - アルバニア - ジョージア - ウクライナ - バチカン |

## 短期滞在数次ビザの発給を行っている国
いずれも一般旅券所持者が対象である。

| アジア \| - インド - カンボジア - 中国 - フィリピン - ベトナム - ミャンマー \| - モンゴル - ラオス \| | 中近東 - オマーン - クウェート - サウジアラビア - バーレーン |
| - インド - カンボジア - 中国 - フィリピン - ベトナム - ミャンマー                                     | - モンゴル - ラオス                                          |

旧ソ連圏
| - アゼルバイジャン - アルメニア - ウクライナ - ウズベキスタン - カザフスタン - キルギス | - ジョージア - タジキスタン - トルクメニスタン - ベラルーシ - モルドバ - ロシア |

| アフリカ - エジプト - 南アフリカ | オセアニア - パプアニューギニア |  |

## 日本の電子渡航認証制度
日本国の電子渡航認証制度（仮称：JESTA）とは、観光などの短期滞在査証（ビザ）の取得を免除された外国人を対象に、日本入国前に活動内容や滞在先などをオンラインで出入国在留管理庁に電子申請させる事前審査制度。アメリカ合衆国の電子渡航認証システム（ESTA）を参考に、「日本版エスタ」として当初は2030年までの運用開始を目指して準備が進められていたが、2025年4月には前倒しし2028年度中の導入を目指すことが宣言されている。